# Oxalis tenerrima
Oxalis tenerrima är en harsyreväxtart som beskrevs av Paul Erich Otto Wilhelm Knuth. Oxalis tenerrima ingår i släktet oxalisar, och familjen harsyreväxter. Inga underarter finns listade i Catalogue of Life.